# Балицька сільська рада
Балицька сільська́ ра́да — колишній орган місцевого самоврядування у Мостиському районі Львівської області з адміністративним центром у с. Баличі.

## Загальні відомості
Історична дата утворення: в 1940 році.

## Населені пункти
Сільській раді були підпорядковані населені пункти:
- с. Баличі
- с. Великі Новосілки
- с. Малі Новосілки
- с. Хатки

## Склад ради
Рада складалася з 16 депутатів та голови.

### Керівний склад ради
| ПІБ                             | Основні відомості                                                                | Дата обрання | Дата звільнення |
| ------------------------------- | -------------------------------------------------------------------------------- | ------------ | --------------- |
| Михайлишин Ростислав Степанович | Сільський голова, 1964 року народження, освіта, член Української Народної Партії | 26.03.2006   | 31.10.2010      |
| Михайлишин Ростислав Степанович | Сільський голова, 1964 року народження, освіта незакінчена вища, безпартійний    | 31.10.2010   |                 |

Примітка: таблиця складена за даними джерела